# Sixt Dietrich
Sixt Dietrich (Xistus Theodericus) (* um 1494 in Augsburg; † 21. Oktober 1548 in St. Gallen) war ein deutscher Komponist.

## Leben

Laudate Dominum – Kanon von Sixt Dietrich; herausgegeben von Sigmund Salminger (1547)

Seit spätestens 1504 war Sixtus Chorknabe an der Domkantorei in Konstanz (Kostnitz), wo er am 21. August 1508 auf eigenen Wunsch entlassen wurde. Am 23. September 1509 ging er an die Universität Freiburg, wo er Freundschaft mit Bonifacius Amerbach schloss. Dort heiratete er 1516 eine Freiburger Bürgertochter († 1519) und floh von dort, weil er sich verschuldet hatte, nach Konstanz. Dort wurde er Lehrer der Chorknaben in Musik und Latein und wurde 1519 zum Diakon geweiht.
Daraufhin erhielt er am 30. April 1520 Pfründen am Münster in Konstanz, sowie weitere 1522, als er seine Primiz erhielt. Als 1527 die Reformation in Konstanz durchgeführt wurde, verlor er dort seine Einnahmen und schlug sich mit Gelegenheitsarbeiten durch. Er heiratete erneut, hatte mehrere Kinder, reiste zu Matthäus Zell in Straßburg, zu Amerbach in Basel und Simon Grynaeus.
1534 verfasste er eine Trauermotette und begab sich am 21. Dezember 1540 an die Universität Wittenberg, wo er Vorlesungen über Musik an der philosophischen Fakultät hielt. Mitte 1541 kehrte er nach Konstanz zurück, ging 1544 wieder nach Wittenberg und überwachte neben seinen Vorlesungen auch die Drucklegung seiner Hymnen bei Georg Rhau, der viele gottesdienstliche Arbeiten von ihm druckte. Nach der Wittenberger Kapitulation verließ er Wittenberg wieder und hielt sich in Konstanz auf. Von dort musste er zwei Monate vor seinem Tode vor der Einnahme Konstanz’ durch Karl V. nach St. Gallen fliehen, wo er verstarb.
Dietrich galt als einer derjenigen Komponisten, die die niederländische Mehrstimmigkeit (Polyphonie) in der Musik des frühprotestantischen Gottesdienstes umsetzten. Seine Kompositionen wurden sowohl von Katholiken als auch Lutheranern verwendet.

## Werke (Auswahl)
- 1537 Magnificat octo tonorum
- 1538 Qui habitat in adiutorium Altissimi
- 1544 Novum opus musicum Hymnen in vierstimmigen Sätzen und ein Te Deum
- 1544 „Aus tiefer Not schrei ich zu dir“
- 1544 „Es ist das Heil uns kommen her“
- 1545 „Christ ist erstanden“